# Hans von Euler-Chelpin

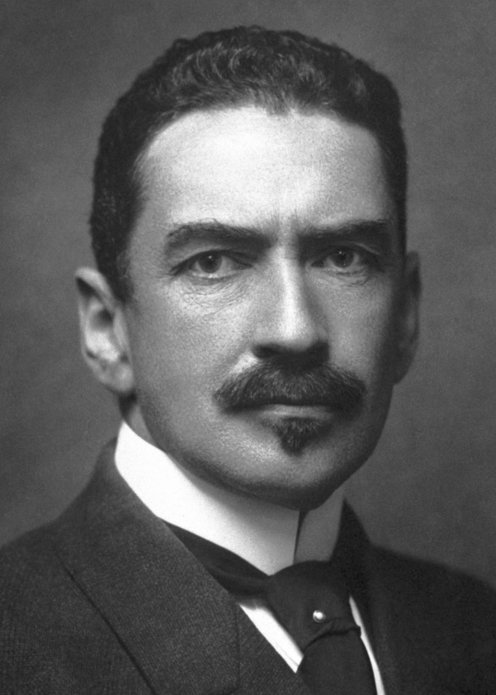
Hans von Euler-Chelpin im Jahre 1929

Hans Karl August Simon von Euler-Chelpin (* 15. Februar 1873 in Augsburg; † 6. November 1964 in Stockholm) war ein deutsch-schwedischer Chemiker deutscher Herkunft. Er erhielt 1929 zusammen mit Arthur Harden den Nobelpreis für Chemie „für ihre Forschung über die Zuckervergärung und deren Anteil der Enzyme an diesem Vorgang“.
Sein Sohn Ulf von Euler wurde später ebenfalls Chemie-Nobelpreisträger.

## Leben
Er war der Sohn des späteren bayerischen Generalleutnants Rigas von Euler-Chelpin (1837–1923) und dessen Ehefrau Gabriele Furtner († 1931). Den größten Teil der Kindheit verbrachte er bei seiner Großmutter in Wasserburg am Inn. Er ging in der königlichen Realschule in Augsburg (Vorgängereinrichtung des Holbein-Gymnasiums), in Würzburg sowie Ulm zur Schule und legte 1891 das Abitur am Wilhelmsgymnasium München ab. Nach dem Dienst als Einjährig-Freiwilliger im 1. Feldartillerie-Regiment der Bayerischen Armee 1891/92 studierte er an der Münchner Kunstakademie und wollte vor allem mehr zur Farbenlehre wissen. 1893 wandte er sich dem Studium der Chemie zu, erst in München und dann in Berlin, wo er 1895 bei Carl Friedheim mit dem Thema Über die Einwirkung von Molybdantrioxyd und Paramolybdaten auf normal Vanadate, und eine neue Bestimmungsmethode von Vanadinpentoxyd und Molybdantrioxyd neben einander promovierte.
Er nahm 1902 die schwedische Staatsbürgerschaft an. Euler-Chelpin leistete gleichwohl während des Ersten Weltkriegs freiwillig Dienst in der deutschen Fliegertruppe. Für eine geplante Teilnahme an einem Kongress in Wien im Jahr 1939 wurde angegeben, dass Euler-Chelpin eine enge Freundschaft zu Hermann Göring pflegte.
Hans von Euler-Chelpin war zweimal verheiratet. Aus der ersten Ehe mit Astrid Cleve, einer Forscherkollegin an der Universität Stockholm, gingen fünf Kinder hervor. Sein Sohn Ulf von Euler wurde ein bekannter Physiologe und erhielt 1970 für seine Forschungen zur chemischen Natur von Noradrenalin an den Synapsen ebenfalls einen Nobelpreis. Seine Tochter Karin von Euler-Chelpin heiratete 1931 den Schriftsteller Sven Stolpe. Im Jahr 1913 ehelichte der Vater die Baronin Elisabeth von Ugglas. Dieser Verbindung entsprossen vier Kinder.

### Wissenschaftliche Laufbahn
Euler-Chelpin wurde nach der Promotion und einem Kurzkursus über physikalische Chemie in Berlin wissenschaftlicher Mitarbeiter an den Universitäten in Göttingen (1896 bis 1897) und ab 1897 in Stockholm, dort 1899 Habilitation und Tätigkeit als Privatdozent für physikalische Chemie. 1906 folgte die Berufung zum Ordinarius für Allgemeine und Organische Chemie an der Universität Stockholm. 1929 wurde Euler-Chelpin Direktor des neu geschaffenen Instituts für Vitamine und Biochemie der dortigen Universität. 1941 erfolgte seine Emeritierung, doch setzte er seine Forschungen fort.

### Nobelpreis
Euler-Chelpin erhielt 1929 gemeinsam mit Arthur Harden den Chemie-Nobelpreis für die Erforschung der alkoholischen Gärung von Kohlenhydraten und die Rolle der dabei beteiligten Enzyme. Arthur Harden beschäftigte sich erst mit den chemischen Auswirkungen von Bakterien und ab 1903 mit der alkoholischen Gärung. Harden entdeckte, dass das von Eduard Buchner aufgespürte Ferment Zymase aus der eigentlichen Zymase und dem Coenzym Cozymase besteht, die nur im Zusammenspiel Gärung erzeugen. Euler-Chelpin wiederum konnte das Geschehen bei der Zuckergärung und das Wirken der Gärungsenzyme durch die Methodik der physikalischen Chemie überzeugend beschreiben. Diese Erläuterung war für das Verständnis der in Muskeln ablaufenden Vorgänge zur Lieferung von Energie wichtig.

### Verhältnis zum Nationalsozialismus
Euler-Chelpin wurde 1937 Vorsitzender der Stockholmer Ortsgruppe der Reichsvereinigung Schweden-Deutschland. Im Rahmen dieser Tätigkeit soll er laut der schwedischen Polizei die „Nazifizierung“ dieser Ortsgruppe voran getrieben haben.
Im selben Jahr verfügte Adolf Hitler per Erlass eine Doktrin, wonach Reichsdeutschen die Annahme des Nobelpreises „für alle Zukunft“ untersagt war. Dies resultierte für schwedische Forscher, darunter auch Euler-Chelpin, in einer Bedrohung für den Status des Nobelpreises. Euler-Chelpin spielte eine zentrale Rolle im gescheiterten Versuch, auf diplomatischen Weg für die Aufhebung dieser Doktrin zu sorgen. So traf er sich mit ranghohen Nationalsozialisten wie Hermann Göring und argumentierte, dass durch diesen Boykott „deutsche Emigranten (wie Juden oder andere Rassen)“ Chancen auf einen Nobelpreis und damit auch bessere internationale Anerkennung sowie einen besseren wirtschaftlichen Stand haben könnten.
In der Nachkriegszeit äußerte sich Euler-Chelpin nie öffentlich zu seinem Verhältnis Nationalsozialismus.
Aufgrund Euler-Chelpins Verhältnis zum Nationalsozialismus beantragte das schwedische Karolinksa Institut 2021 eine Umbenennung der „von Euler Straße“ in die „Ulf von Euler Straße“. Somit soll verdeutlicht werden, dass diese Straße nicht nach Hans von Euler-Chelpin benannt ist.

## Wirken
Der Chemiker befasste sich in seinem Leben mit fast allen Bereichen seines Metiers: Euler-Chelpin konnte unter anderem die Zusammenhänge zwischen verschiedenen Stoffgruppen, wie etwa Vitaminen, Hormonen, Enzymen, Antikörpern, Genen und Viren darlegen. Ihr gemeinsames Zusammenwirken ist in der Nahrungsaufnahme im Körper elementar.
Ab dem Jahr 1923 konzentrierte der Forscher sich auf den Bereich der Koenzyme, die Harden wissenschaftlich dokumentiert hatte. Euler-Chelpin lieferte wertvolle Grundlagen zur Cozymase, wobei in späterer Zeit in der Wissenschaft die Erkenntnis reifte, dass D-Ribose jene Zuckerkomponente sei. 1931 gelang es dem Professor, das Koenzym NAD (Nikotinsäureamid-Adenin-Dinukleotid) zu isolieren und seine Struktur zu entschlüsseln.
In seinem Ruhestand kümmerte er sich schwerpunktmäßig um die Krebsforschung.
Euler-Chelpin war Mitglied der Indischen Akademie der Wissenschaften, der Accademia dei Lincei, der Österreichischen Akademie der Wissenschaften, der Königlich Schwedischen Akademie der Wissenschaften, der Reichsvereinigung Schweden-Deutschland, der Russischen Akademie der Wissenschaften, der Japanischen Akademie der Wissenschaften, Finnischen Akademie der Wissenschaften, Royal Society und der Max-Planck-Gesellschaft.

## Ehrungen und Auszeichnungen
- 1914 – Mitglied der Königlich Schwedischen Akademie der Wissenschaften
- 1922 – Mitglied der Deutschen Gesellschaft der Naturforscher Leopoldina
- 1925 – Korr. Mitglied der Akademie der Wissenschaften zu Göttingen
- 1925 – Korr. Mitglied der Bayerischen Akademie der Wissenschaften
- 1927 – Korr. Mitglied der Russischen Akademie der Wissenschaften
- 1927 – Norblad-Ekstrand-Preis der Schwedischen Chemischen Gesellschaft.[11]
- 1929 – Nobelpreis für Chemie (zusammen mit Arthur Harden)
- 1942 – Korr. Mitglied der Preußischen Akademie der Wissenschaften
- 1943 Goethe-Medaille für Kunst und Wissenschaft
- 1943 – Ehrenmitglied der Deutschen Gesellschaft der Naturforscher Leopoldina
- 1947 – Korr. Mitglied der Académie des sciences, Frankreich
- 1958 – Großes Bundesverdienstkreuz mit Stern des Verdienstordens der Bundesrepublik Deutschland
- Ehrenmitglied der Versuchs- und Lehranstalt für Brauerei
- Ehrendoktorwürden der Universitäten Stockholm, Zürich, Athen, Kiel, Bern und Turin sowie der Rutgers University und der University of New Brunswick

## Veröffentlichungen (Auswahl)
- Allgemeine Chemie der Enzyme. 1910
- Chemie der Hefe und der alkoholischen Gärung. Leipzig 1915
- Biokatalysatoren. Stuttgart 1930
- Entstehung, Wachstum und Rückbildung von Tumoren. Uppsala 1944
- Enzymhemmungen. Stockholm 1944
- Chemotherapie und Prophylaxe des Krebses. Stuttgart 1962
- (gem. mit Hasselquist): Die Reduktone. Ihre chemischen Eigenschaften und biochemischen Wirkungen. Stuttgart 1950
- (gem. mit Eistert): Chemie und Biochemie der Reduktone und Reduktonate. Stuttgart 1957